# Temporada 1978-1979 del Liceu
La temporada d'òpera 1978-1979 va tenir lloc al Gran Teatre del Liceu entre el 21 de novembre i el 28 de febrer. A la crisi suscitada en plena temporada anterior va seguir un tens i dilatat compàs d'espera, després del qual va arribar la solució. El Liceu no només no va tancar les portes sinó que a més es va obrir a noves classes d'espectacles i a més sectors ciutadans. Així, després de la temporada d'òpera es va oferir una de petita de sarsuela i a continuació van actuar dues companyies de ballet.
A la temporada van actuar un grup d'artistes de primeríssim ordre, inèdits a Espanya. Entre ells, els tenors Nunzio Todisco, Nicolai Gedda, Jess Thomas, Renzo Casellato, Ottavio Garaventa i Marc Alexander, les sopranos Adriana Anelli, Marita Napier, Mariana Niculescu, Franca Ostini, Fiorella Pedicone, Úrsula Schroeder-Feinen, Maria Chiara i la mezzosoprano Bruna Baglione. Hi van actuar així mateix cantants ja coneguts del públic liceista, catalans i estrangers, com ara Montserrat Caballé, Miwako Matsumoto, Rita Orlandi Malaspina, Jeannette Pilou, Fedora Barbieri, Bianca Berini, Fiorenza Cossotto, María Luisa Nave, Jaume Aragall, Ugo Benelli, Josep Carreras, Eduardo Giménez, Umberto Grilli, Pedro Lavirgen, Gilbert Py, Sesto Bruscantini, Matteo Manuguerra, Vicenç Sardinero, Paolo Montarsolo o Ivo Vinco.
| Temporada 1978-1979 del Liceu |                      |                        |                      | |                                                                        |                                |
| Òpera                         | Compositor           | Director musical       | Director d'escena    | Papers principals | Producció                                                              | Dates                          |
| La Gioconda                   | Amilcare Ponchielli  | Giuseppe Morelli       |                      | Ángeles Gulín, Nunzio Todisco / Franco Pagliazzi (cantà com Marc Alexander 26.11.78), Sabin Markov, Montserrat Aparici, Bruna Baglioni                                   |                                                                        | 21,23,26 de novembre           |
| Una voce in off               | Xavier Montsalvatge  | Gerardo Pérez Busquier | Antonio Chic         | María Coronada, Joan Pons, Josep Ruiz |                                                                        | 30 de novembre i 2 de desembre |
| Maruxa                        | Amadeu Vives         | Gerardo Pérez Busquier | Antonio Chic         | Carmen Hernández, María Ruíz, Sergio de Salas, Emilio Belaval, Antonio Borras, María Coronada, Joan Pons, Josep Ruiz                                                     |                                                                        | 30 de novembre i 2 de desembre |
| I Capuleti e i Montecchi      | Vincenzo Bellini     | Giuseppe Morelli       | V. Patané            | Maria Chiara, María Luisa Nave, Antonio Liviero, Giannicola Pigliucci, Antonio Borras                                                                                    |                                                                        | 3 de desembre                  |
| Der Rosenkavalier             | Richard Strauss      | Lothar Zagrosek        | Joachim Fontheim     | | Òpera de Krefeld                                                       | 7, 10 i 12 de desembre         |
| El barber de Sevilla          | Gioachino Rossini    | Franco Ferraris        | Paolo Montarsolo     | Alberto Rinaldi, Ugo Benelli, Alfredo Mariotti, Paolo Montarsolo, Fiorella Pediconi, Rosa Maria Ysàs, Manuel Garrido, Dídac Monjo, Manuel Soro                           |                                                                        | 14, 17 i 19 de desembre        |
| La traviata                   | Giuseppe Verdi       | Franco Ferraris        | Lolita Poveda        | Mariana Nicolesco, Ottavio Garaventa, Joan Pons, María Uriz, Cecília Fondevila                                                                                           |                                                                        | 16, 20 i 24 de desembre        |
| Faust                         | Charles Gounod       | Eugenio M. Marco       | Dídac Monjo          | Jaume Aragall, Andrée Esposito, Roger Soyer, Enric Serra, Rosa Maria Ysàs                                                                                                |                                                                        | 30 de desembre, 3 i 7 de gener |
| Maria Stuarda                 | Gaetano Donizetti    | Armando Gatto          | Giuseppe De Tomasi   | Montserrat Caballé, Bianca Berini, Eduard Giménez, Enric Serra, Maurizio Mazzirei, Cecília Fondevila                                                                     |                                                                        | 31 de desembre, 2 i 4 de gener |
| Rigoletto                     | Giuseppe Verdi       | Anton Guadagno         | Giovanni Petruzzelli | Nicolai Gedda (10) / Gianfranco Pastine (12, 14), Matteo Manuguerra, Adriana Anelli, Antoni Borras, Montserrat Aparici                                                   |                                                                        | 10, 12 i 14 de gener           |
| Don Pasquale                  | Gaetano Donizetti    | Franco Ferraris        | Paolo Montarsolo     | Franca Ostini, Renzo Caselatto, Sesto Bruscantini, Paolo Montarsolo |                                                                        | 13, 16 i 21 de gener           |
| I quattro rusteghi            | Ermanno Wolf-Ferrari | Ferruccio Scaglia      |                      | Otello Borgonovo, Aurio Tomicich, Alfredo Mariotti, Franco Boscolo, Rosa Laghezza, Elena Baggiore, Pietro Bottazzo, Mariella Adani, Silvana Zanolli, Pier Francesco Poli | Compagnia dell'Opera Comica Italiana, del Teatro Ponchielli de Cremona | 18, 20 i 24 de gener           |
| La forza del destino          | Giuseppe Verdi       | Eugenio Marco          | Dídac Monjo          | Montserrat Caballé, Pedro Lavirgen / Josep Carreras, María Coder, Matteo Manuguerra, Mario Rinaudo, Otello Borgonovo                                                     |                                                                        | 25, 28, 30 de gener            |
| Der fliegende Holländer       | Richard Wagner       | Matthias Aeschbacher   | Enayat Rezai         | Marita Napier, Marita Dubbers, Connell Byrne, Rudolf Holtenau, Hans Franzen                                                                                              |                                                                        | 27 de gener, 1 i 4 de febrer   |
| Die Walküre                   | Richard Wagner       | Hans-Georg Schater     | Enayat Rezai         | Ute Vinzing, Úrsula Schroeder-Feinen, Hannelore Bode, Marita Dubbers, Jess Thomas, Rudolf Holtenau, Heinz Feldhoff                                                       |                                                                        | 7, 9 i 11 de febrer            |
| La rondine                    | Giacomo Puccini      | Michelangelo Veltri    | Giampaolo Zennaro    | Yasuko Hayashi, Elena Baggiore, Michele Molese, Arturo Testa, José Ruiz                                                                                                  |                                                                        | 14, 16 i 18 de febrer          |
| La favorita                   | Gaetano Donizetti    | Gianfranco Rivoli      | Dídac Monjo          | Antonio Salvadori, María Uriz, Bruna Baglioni, Franca Mattiucci (20, 24), Rosa Maria Ysàs (27), Umberto Grilli, Giovanni Gusmeroli                                       |                                                                        | 20, 24 i 27 de febrer          |
| Samson et Dalila              | Camille Saint-Saëns  | Michelangelo Veltri    | Gabriel Couret       | Fiorenza Cossotto, Gilbert Py, Gian Koral, Ivo Vinco, Joan Pons |                                                                        | 23, 25 i 28 de febrer          |